# جرج برنز
جرج برنز (به انگلیسی: George Burns؛‏ ۲۰ ژانویهٔ ۱۸۹۶ – ۹ مارس ۱۹۹۶) کمدین، بازیگر و نویسندهٔ آمریکایی و از برندگان جایزه اسکار بهترین بازیگر نقش مکمل مرد بود.